# Blu Hunt
Blu Hunt (sinh ngày 11 tháng 7 năm 1995) là nữ diễn viên người Mỹ. Cô được biết đến với các vai như Inadu/The Hollow trong sê-ri phim truyền hình The Originals (2017, đài The CW), August Catawnee trong phim Another Life (2019 – nay, đài Netflix).
Vai diễn điện ảnh đầu tiên của Hunt là vai Danielle Moonstar/Mirage trong phim siêu anh hùng The New Mutants (2020, thuộc loạt phim X-Men).

## Danh sách phim

### Điện ảnh
| Năm  | Tên             | Vai                        | Ghi chú   |
| ---- | --------------- | -------------------------- | --------- |
| 2015 | One Block Away  | Erica                      | Phim ngắn |
| 2020 | The New Mutants | Danielle Moonstar / Mirage |           |

### Truyền hình
| Năm       | Tên           | Vai              | Ghi chú                               |
| --------- | ------------- | ---------------- | ------------------------------------- |
| 2016      | Girl on Girl  | Blu              | Tập: "Assumptions"                    |
| 2016      | This Is It    | Layla            |                                       |
| 2017      | The Originals | The Hollow/Inadu | 6 tập                                 |
| 2019–2021 | Another Life  | August Catawnee  | Vai chính: 10 tập                     |
| 2019      | Stumptown     | Nina Blackbird   | Tập: "Forget It Dex, It's Stumptown." |
| 2020      | Bunk'd        | Karen            | Tập: "A Tale of Two Stackers"         |